# Grunion
Leuresthes
Genre
Grunion est le nom vernaculaire donné aux poissons du genre Leuresthes (famille des Atherinopsidae). 
Ce sont des poissons osseux du Nouveau Monde. On les rencontre le long des côtes de la Californie et de la Basse-Californie (et du golfe de Californie).
Ils sont célèbres en raison de leur sexualité inhabituelle, avec dépôt des œufs sur une plage sableuse, fécondés ensuite par les mâles.
Dans Le Cri de la baleine de Lynne Cox, récit publié aux Presses de la Cité (2007), l'auteur les décrit avec précision.

## Liste d'espèces
Selon World Register of Marine Species (8 décembre 2020) :
- Leuresthes sardina (Jenkins & Evermann, 1889) - Grunion du Golfe
- Leuresthes tenuis (Ayres, 1860) - Grunion de Californie